# Ulrika Eleonora kyrka, Söderhamn
Ulrika Eleonora kyrka är en kyrkobyggnad i Söderhamn. Den tillhör Söderhamn-Sandarne församling i Uppsala stift.

## Kyrkobyggnaden
Stadens första träkyrka invigdes 1621 och lär ha stått ungefär på nuvarande prästgårdens plats. Denna förstördes dock 1721 då ryssarna brände ned staden. Predikstolen från denna kyrka har dock bevarats och finns i kapellet på ön Storjungfrun.
Grunden till den nuvarande kyrkan lades 11 september 1685, på initiativ av den dåvarande kyrkoherden Lars Portuan. Då drottning Ulrika Eleonora, gemål till Karl XI, gjort stora donationer till kyrkan, fick den nya kyrkan drottningens namn vid invigningen på hösten 1692.
Den barockröda kyrkan är en centralkyrka med korsarmar och torn i mitten och är ritad av arkitekt Nicodemus Tessin d.y.. Den östra korsarmen har utvecklats till ett polygonalt kor. Glasmålningarna i fönstren utfördes 1890 efter ritningar av Heinersdorff i Berlin. Kyrkan har 600 sittplatser inklusive de tre läktarna.
Med start i januari 2007 och i tio månader framåt totalrenoverades kyrkan invändigt.
Klockstapeln väster om kyrkan byggdes 1748.

## Inventarier
- Altartavlan är en oljemålning föreställande Jesus i Getsemane utförd 1825 av professor Fredric Westin (1782–1862), som bland annat även målat altartavlan i Kungsholms kyrka. Det förgyllda ramverket kring altartavlan utfördes 1825 efter ritningar av arkitekten C.G. Blom-Carlsson. Det moderna bordsaltaret av sten är från 1970. Krucifixet, utfört av guldsmeden Axel Lindberg, Söderhamn, skänktes av Kyrkobrödrakåren 1971.
- Stommen till predikstolen härstammar från 1680-talet och tillverkades av hudiksvallssnickaren Måns Jönsson eller Jonsson. Skulpturen och finarbetena anses ha utförts av Joachim Lütkenschwager. Predikstolen pryds av sex snidade figurer, från vänster räknat: Petrus, Matteus, Markus, Kristus (Salvator Mundi, Världens frälsare), Lukas och Johannes. Ljudtaket pryds upptill av en pelikan, en gammal kristen symbol för Kristi självutgivande kärlek. I solsymbolen på väggen finns det heliga gudsnamnet JHWH med hebreiska bokstäver och som på svenska uttalas Jahve eller Jehova (se bild till höger).
- Vid de två främsta bänkarnas gavlar finns två pyramider vilka är rester av det korskrank som ursprungligen fanns i kyrkan. Dylika fanns i äldre tider alltid i kyrkorna i syfte att markera skillnaden mellan kor och långhus, men försvann i regel under 1700-talet, medan pyramiderna bevarades.

## Orgel
- En orgel byggdes 1664 av Petter Hansson Thel, Gävle med 18 stämmor.[1] Orgeln var placerad i kyrkans kor. Orgeln flyttades på 1720-talet till den nybyggda kyrkan. Den tillbyggdes då och fick ny fasad. 1728 reparerades orgelverket av Adam Weijgang, organist Sven Forsberg och klockare Jonas Dalin. 1732 lagades orgelbälgarna. 1734 provades orgeln av Cahman, Stockholm.
- 1740-1741 byggde Daniel Stråhle en orgel med 26 stämmor, två manualer och pedal. 1748 rensades orgeln av Jonas Gren, Stockholm och en gesäll. 1755 gjorde Jonas Gren och Petter Stråhle ett arbete på orgeln.[2] 1784 rensade Lars Fredrik Hammardahl orgelverket.[3]
- 1883 byggde E A Setterquist & Son, Örebro en pneumatisk orgel med 26 stämmor, 2 manualer och en pedal. Hade 9 koppel. Avsynad fredag 2 november 1883 av musikdirektör Wilhelm Heinze, Stockholm. Besiktningsprotokoll här[4]
- 1951 byggde Olof Hammarberg, Göteborg en orgel med 52 stämmor.
- Den nuvarande orgeln byggdes 1990 av Septima Orgel AB, Umeå. Orgeln är en 52-stämmig orgel med mobila spelbord både på orgelläktaren och i koret. Båda spelborden har fyra manualer och pedal. Orgeln använder digital traktur (elektrisk och hylsventillådor) och invigdes 1990. Fasaden är från 1883 års orgel. Tonomfånget är på 56/30. Orgeln har 1000 fria kombinationer på varje spelbord och en programmerbar registersvällare. Den har även en rörklockor (g0-g2).

| Huvudverk I         | Svällverk II          | Ryggpositiv III | Korverk IV       | Pedal          | Koppel |
| Principal 16'       | Gedacktpommer 16' (*) | Gedackt 8'      | Gedackt 8' (*)   | Borduna 32'    | I/P    |
| Principal 8'        | Principal 8'          | Kvintadena 8'   | Principal 4' (*) | Principal 16'  | II/P   |
| Flûte Harmonique 8' | Salicional 8'         | Principal 4'    | Flöjt 4' (*)     | Subbas 16'     | III/P  |
| Gamba 8' (*)        | Voix Celeste 8'       | Rörflöjt 4'     | Flageolett 2'    | Oktava 8'      | IV/P   |
| Oktava 4'           | Rörflöjt 8'           | Nasard 2 2⁄3'   | Scharf II        | Gedackt 8'     | II/I   |
| Hålflöjt 4' (*)     | Oktava 4'             | Waldflöjt 2'    |                  | Oktava 4'      | III/I  |
| Kvinta 2 2⁄3' (*)   | Flûte Octaviante 4'   | Ters 1 3⁄5' (*) |                  | Rauschkvint IV | IV/I   |
| Oktava 2'           | Larigot 2 2⁄3'        | Kvinta 1 1⁄3'   |                  | Basun 16'      | III/II |
| Kornett III         | Hålflöjt 2'           | Scharf IV       |                  |                |        |
| Mixtur VI           | Mollters 1 13⁄19'     | Krumhorn 8' (*) |                  |                |        |
| Trumpet 16' (*)     | Nona 8⁄9'             | Tremulant       |                  |                |        |
| Trumpet 8' (*)      | Mixtur VI             |                 |                  |                |        |
|                     | Bombarde 16' (*)      |                 |                  |                |        |
|                     | Oboe 8' (*)           |                 |                  |                |        |
|                     | Clairon 4' (*)        |                 |                  |                |        |
|                     | Tremulant             |                 |                  |                |        |
|                     | Crescendosvällare     |                 |                  |                |        |

(*)= Stämmor som oberoende av koppel kan transmitteras till pedalen.

## Galleri

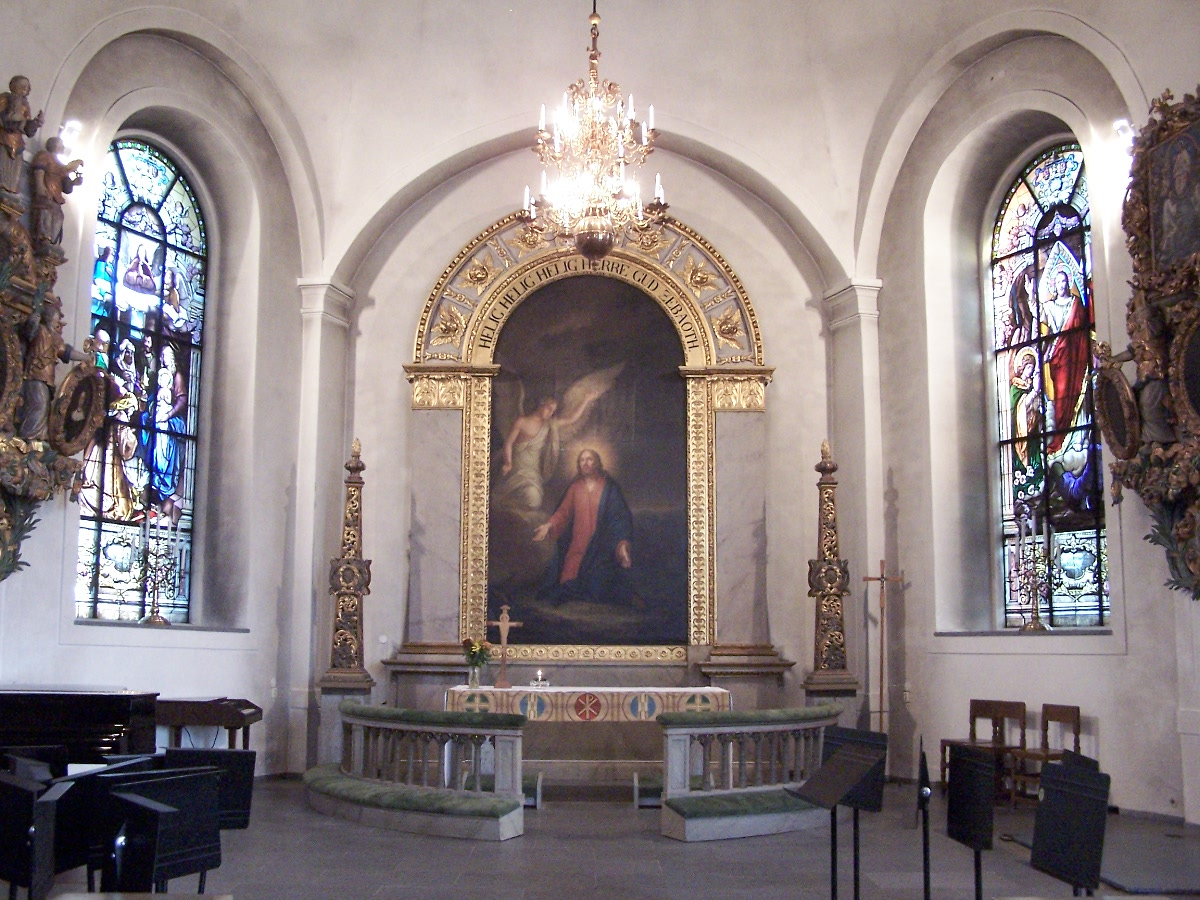
Altaret
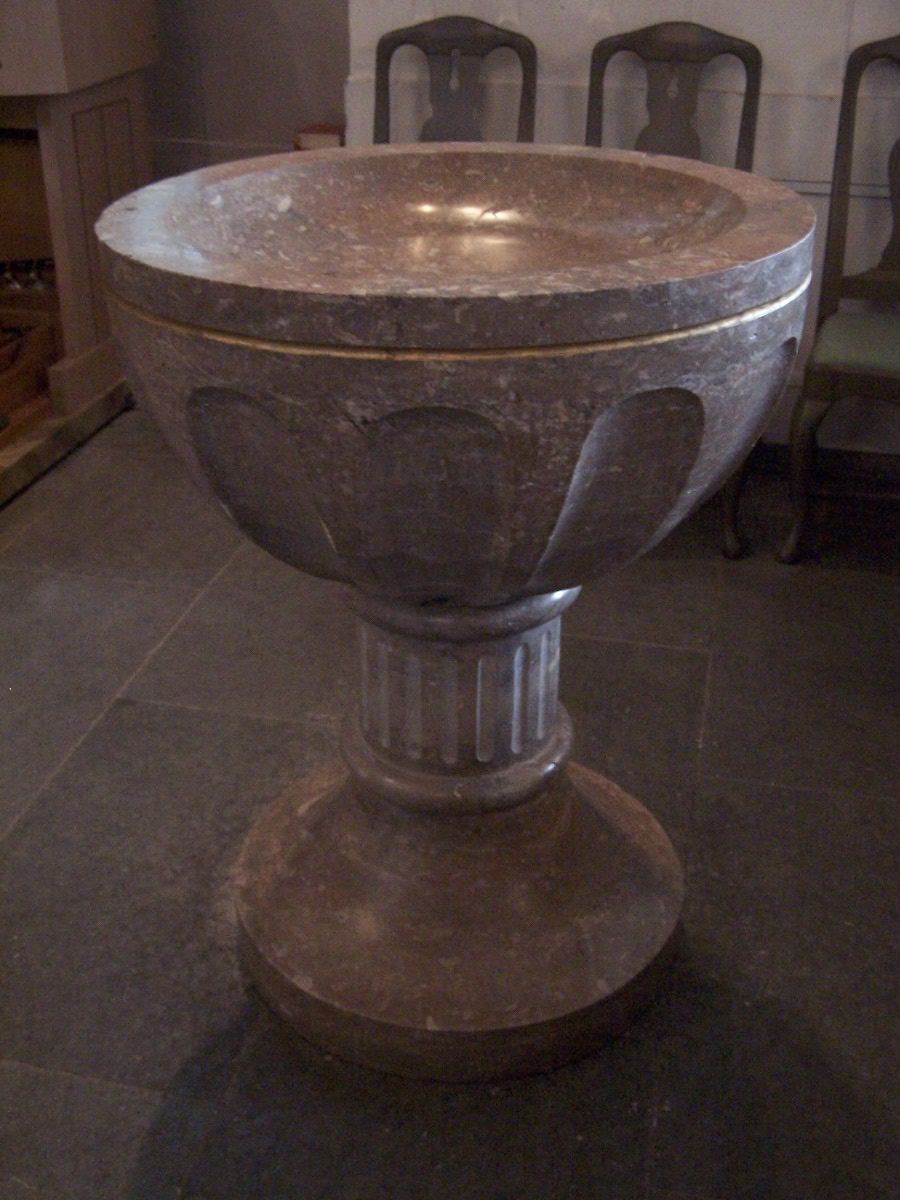
Dopfunten
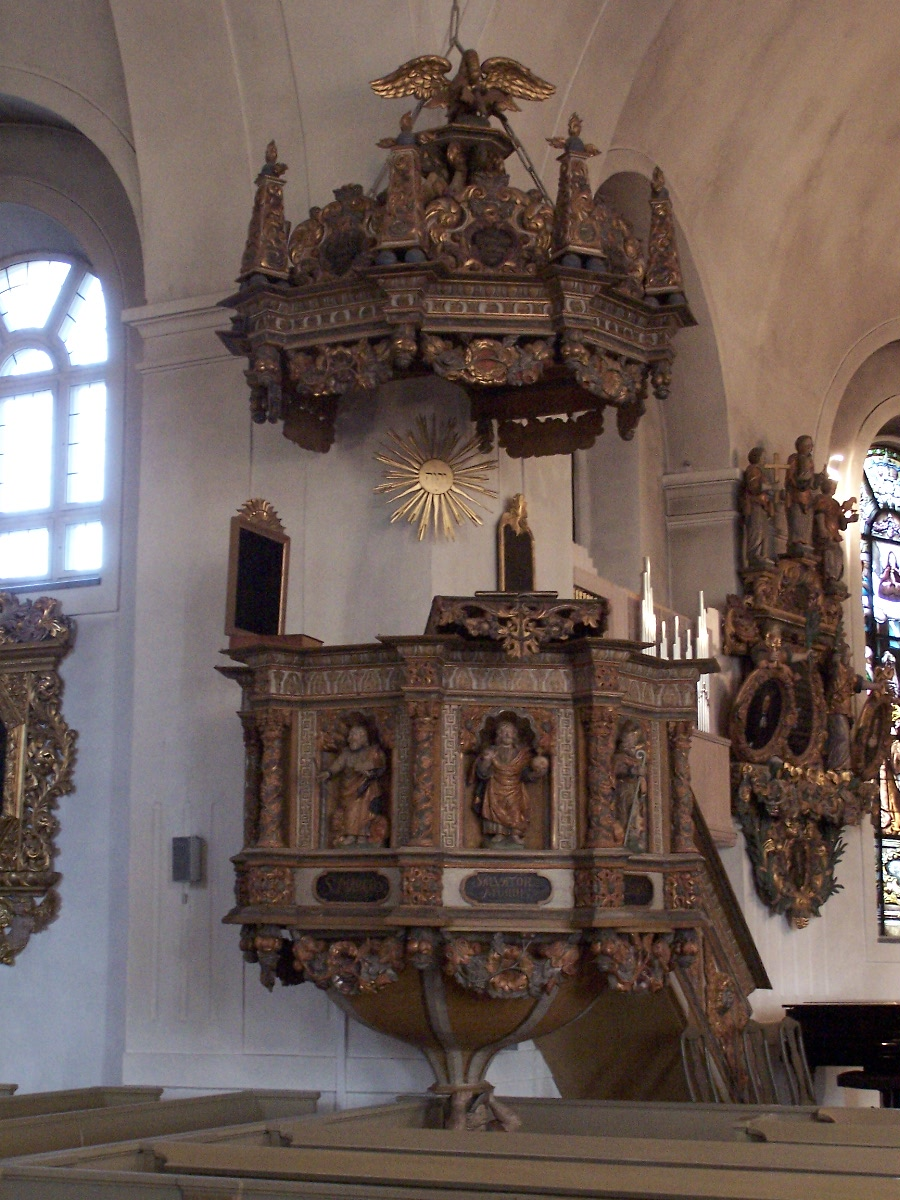
Predikstolen
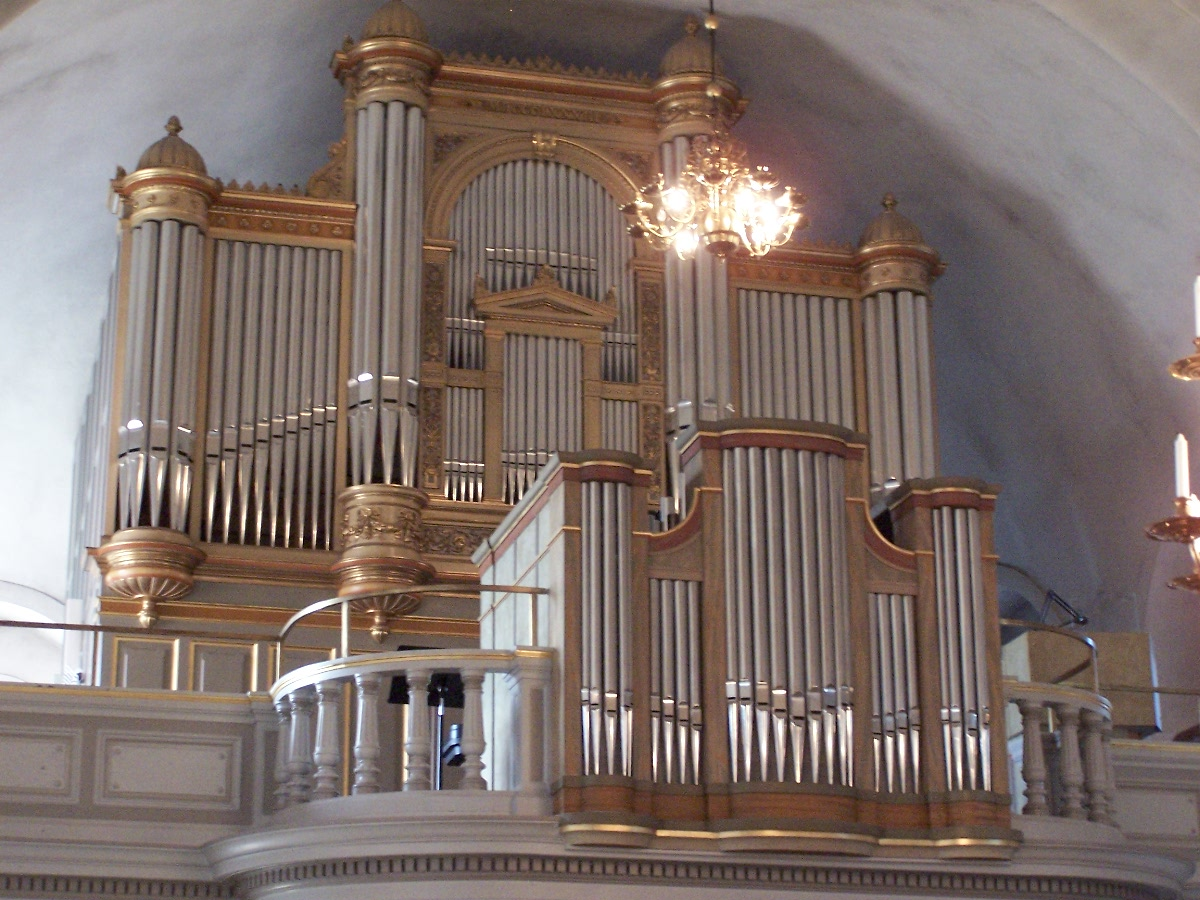
Orgeln
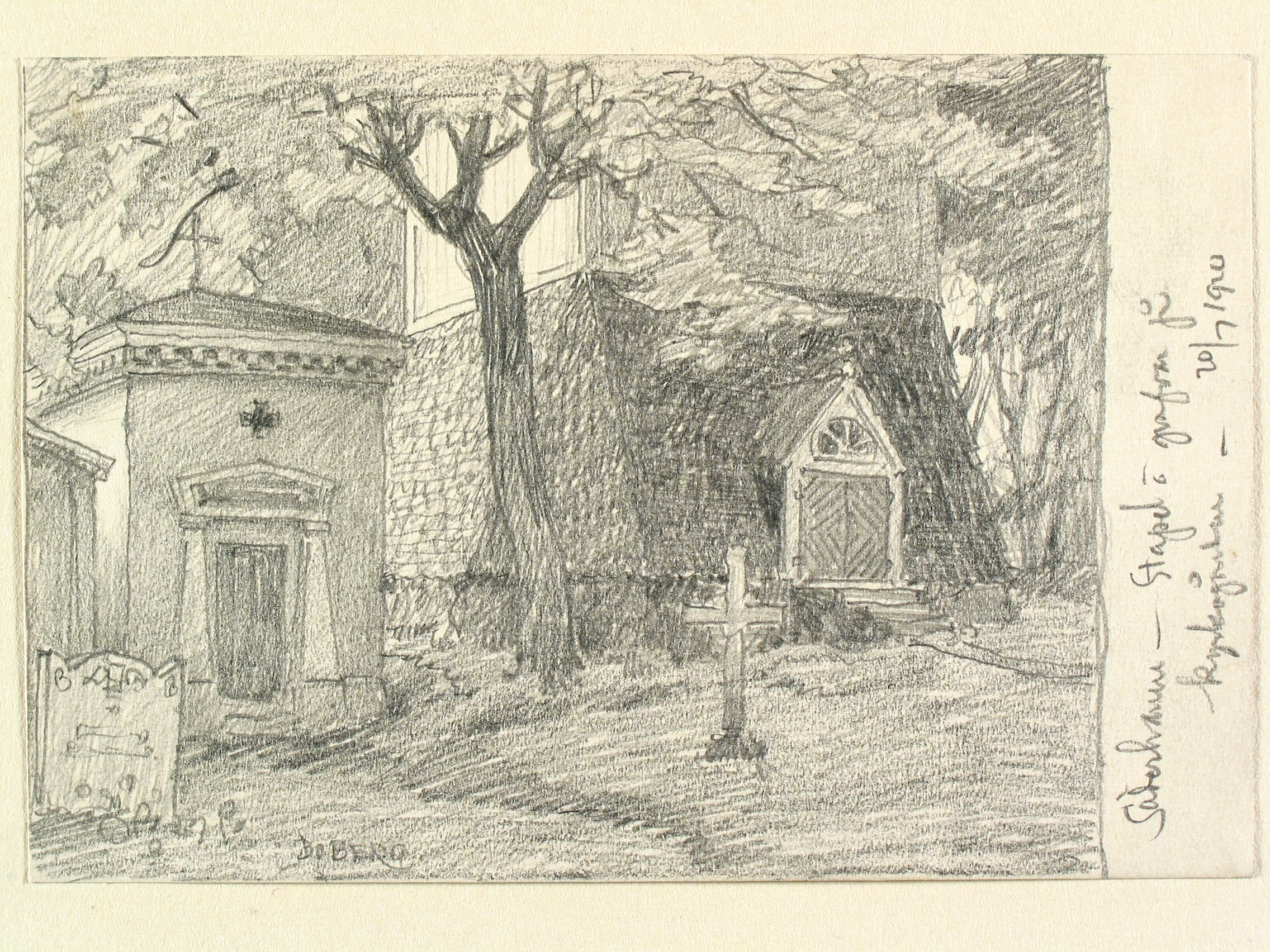
Klockstapeln tecknad av Ferdinand Boberg 1920.
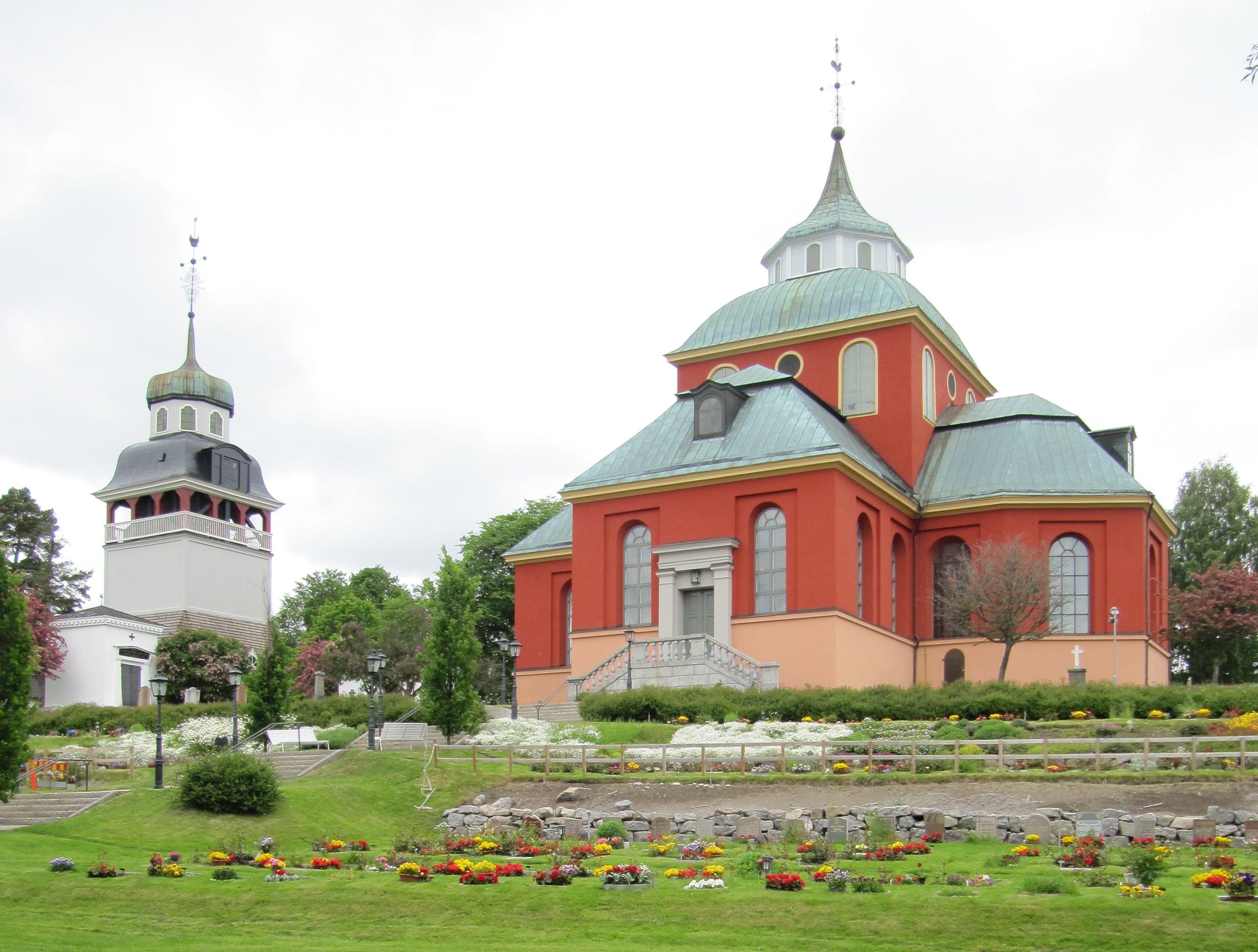
Klockstapeln och kyrkan.